# Caso cerrado
Caso cerrado és una pel·lícula espanyola de 1985 dirigida per Juan Caño Arecha i protagonitzada per Pepa Flores. Va ser l'últim treball de l'actriu, després del qual es va retirar definitivament de l'espectacle i de la vida pública.

## Argument
César (Patxi Bisquert), un executiu segovià de religió jueva, es nega a efectuar el servei militar. Les represàlies que sofreix per la seva objecció afecten el seu matrimoni amb Isabel (Pepa Flores) i al seu treball.

## Origen
El director Juan Caño, amic de l'artista, la convenç perquè protagonitzi el film. Ella accepta, "perquè planteja qüestions que considera ètic defensar, com són la connivència entre Justícia, Finances i Policia en contra de l'individu i la Llibertat", tal com recull el periodista Javier Barreiro en el seu llibre Marisol frente a Pepa Flores (Plaza & Janés, 1999).

## Repartiment
- Pepa Flores..... Isabel
- Patxi Bisquert..... César
- Encarna Paso..... Madre de César
- Isabel Mestres..... Teresa
- Santiago Ramos..... Javier
- José Vivó..... Director de la prisión
- Lola Gaos..... Funcionaria de la prisión
- Nacho Martínez..... Amante de Isabel
- Antonio Banderas..... Gasofa

## Tema musical
- Algunas veces, cantat per Pepa Flores

## Premis
La pel·lícula va participar en la 33a Edició del Festival de Cinema de Sant Sebastià, però no hi va obtenir cap reconeixement. Només el treball d'un jove Antonio Banderas va ser premiat amb el Fotogramas de Plata 1985 al millor actor de cinema.